# NGC 4704
NGC 4704 é uma galáxia espiral barrada (SBbc/P) localizada na direcção da constelação de Canes Venatici. Possui uma declinação de +41° 55' 16" e uma ascensão recta de 12 horas, 48 minutos e 46,4 segundos.
A galáxia NGC 4704 foi descoberta em 9 de Abril de 1787 por William Herschel.